# Josep Manyé i Vendrell
Josep Manyé i Vendrell (Barcelona 12 de setembre de 1908 - 19 de juliol de 2000) fou un periodista i escriptor català.
Era fill de Antoni Mañé i Jané (+1962) i Mercè Vendrell i Serra. Va estudiar a la Universitat de Barcelona i en esclatar la guerra civil espanyola en 1936 fou nomenat secretari de la Junta de Comerç Exterior de Catalunya, que depenia de la Conselleria d'Economia de la Generalitat de Catalunya. Aquest organisme el va enviar el 1937 com a delegat a la Gran Bretanya per tal d'intercanviar matèries primeres.
Acabada la guerra civil espanyola, va romandre exiliat a Londres i formà part del nucli d'activistes catalans del Consell Nacional de Catalunya (Josep Maria Batista i Roca, Carles Pi i Sunyer i Josep Trueta i Raspall), amb els quals va fundar el Casal Català de Londres. El 1941, durant la Segona Guerra Mundial, va obtenir per concurs una plaça com a comentarista de la BBC en les emissions per a Espanya i hi organitzà emissions en català (1947-1957), entre les quals els Jocs Florals de la Llengua Catalana de 1947. El 1952 fou un dels fundadors de l'Anglo-Catalan Society i corresponsal a Londres dels diaris Clarín de Buenos Aires, Excelsior de Mèxic i de l'Avui. També col·laborà habitualment a Destino i a La Vanguardia amb el pseudònim de Jorge Marín.
A la fi del franquisme va tornar a Catalunya, on fou membre del patronat de Ràdio Associació de Catalunya i fou guardonat amb els premis Ondas de la Cadena SER (1971) i Avui de periodisme (1977). El 1986 va rebre la Creu de Sant Jordi i el 1994 el títol de Membre Honorari de l'imperi Britànic. També ha rebut el premi Albert Viladot el 1995 i el premi Godó de periodisme de 1998.

## Obres
- Los ingleses son así (1956)
- La coronación en Inglaterra (1953)
- Una Barcelona a Anglaterra i altres reportatges (1957)
- Margarita de Windsor (1960)
- La venus de Trafalgar Square (1976)